# Lípa na Paseckém vrchu
Lípa na Paseckém vrchu je z dálky viditený památný strom na pastvině nad zaniklou obcí Paseka u Březové v okrese Sokolov v Karlovarském kraji ve Slavkovském lese. Solitérní lípa malolistá (Tilia cordata) roste na temeni Paseckého vrchu, přibližně 1,5 km severozápadně od obce Lobzy v nadmořské výšce 740 m. Hustá, široce kuželovitá koruna sahá do výšky 17,5 m, obvod kmene měří 338 cm (měření 2012). Chráněna je od roku 2012 jako krajinná dominanta, strom s významným habitem a vzrůstem.

## Stromy v okolí
- Pasecká lípa
- Dub na Novině
- Douglaska Na pile

## Fotogalerie

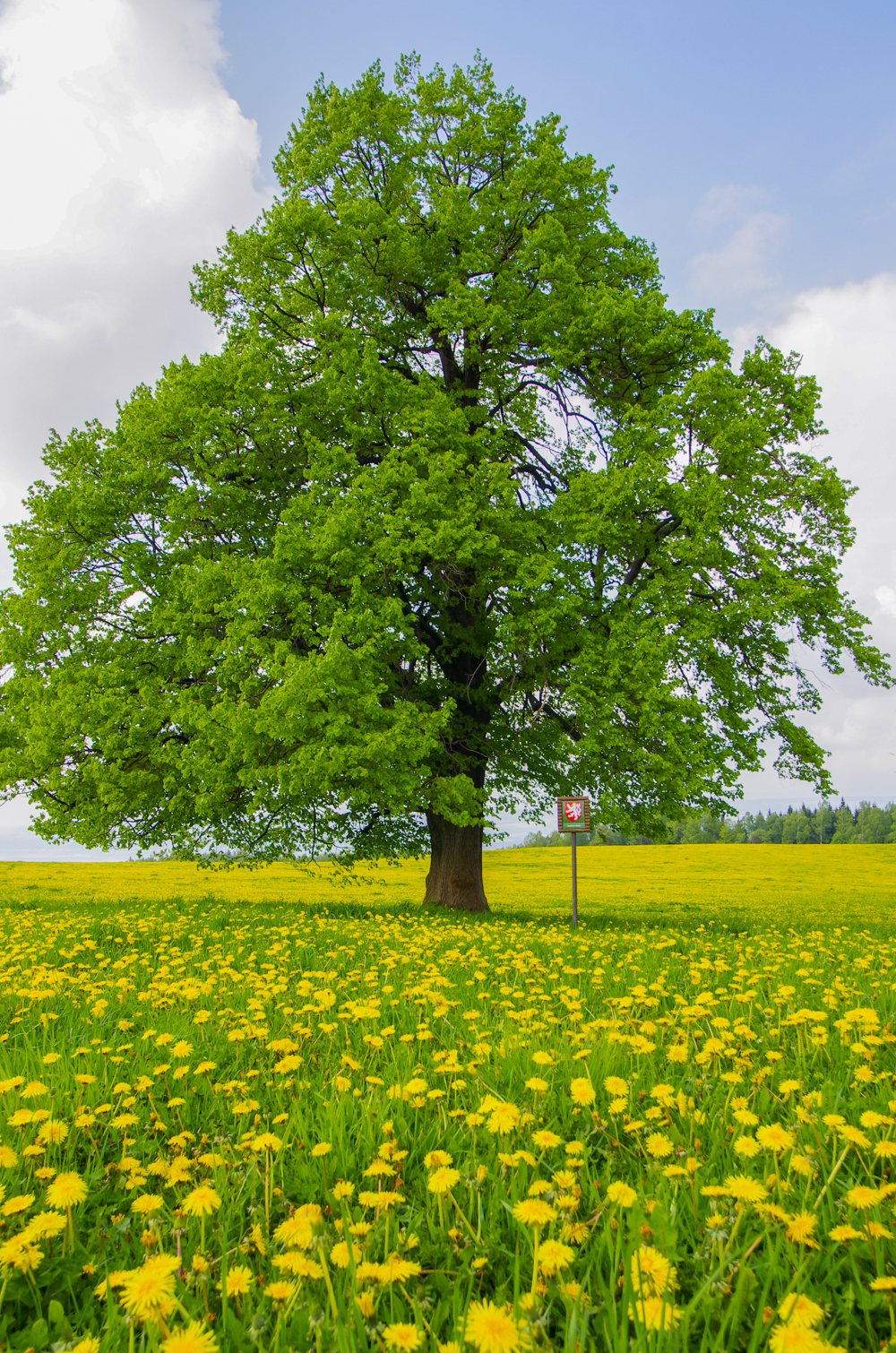
v květnu 2014
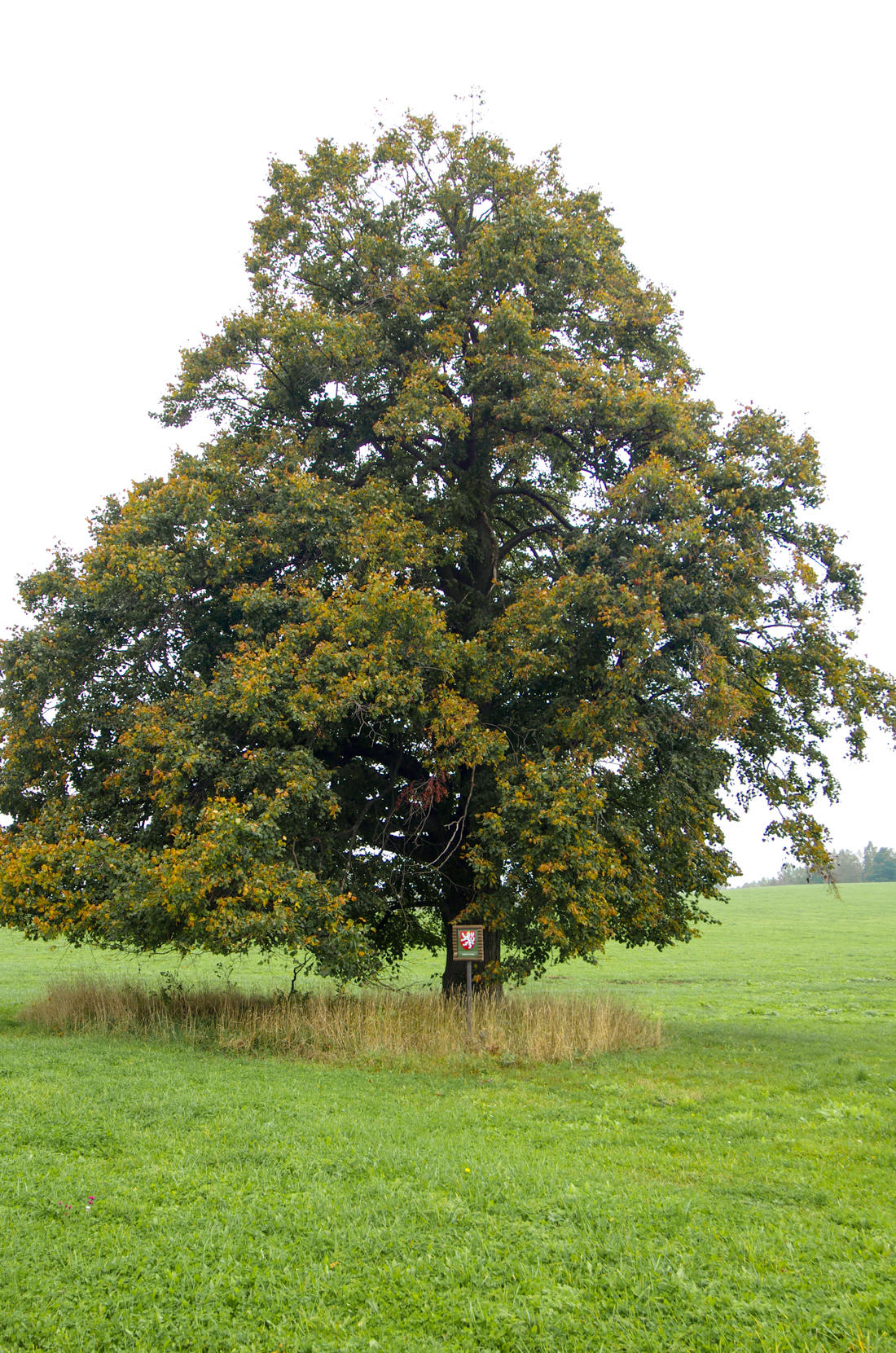
v říjnu 2014
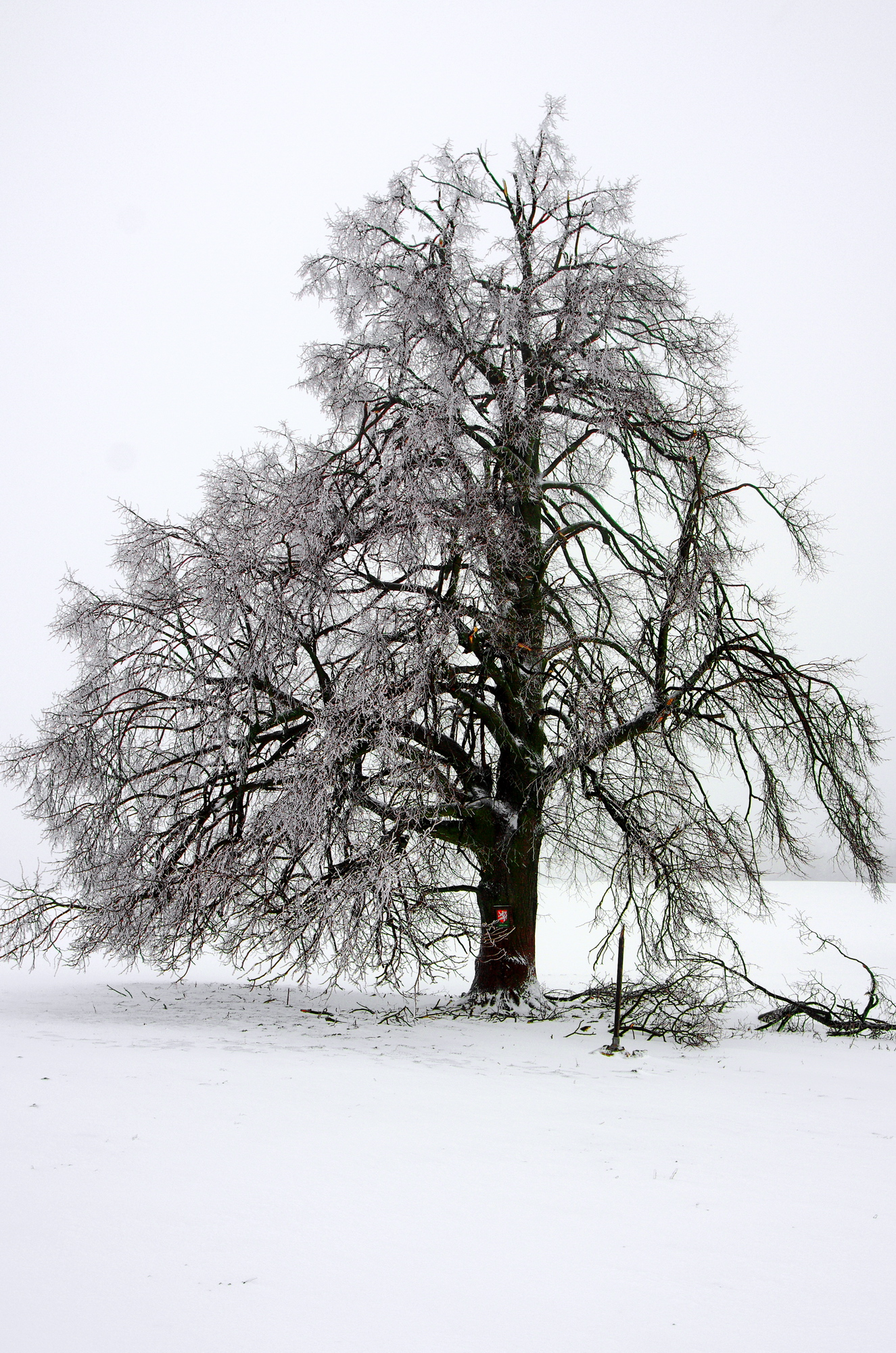
v lednu 2015
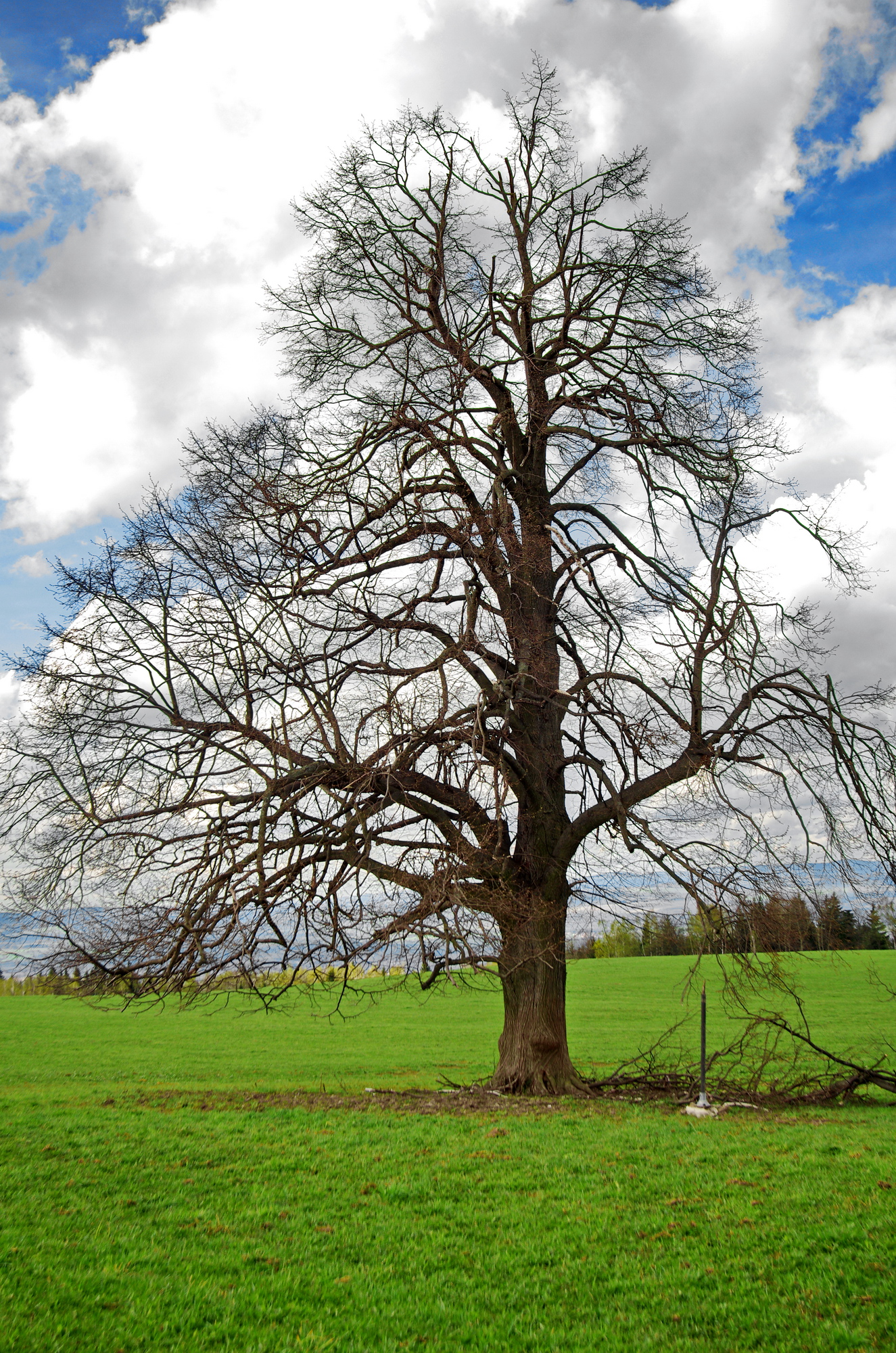
v dubnu 2015
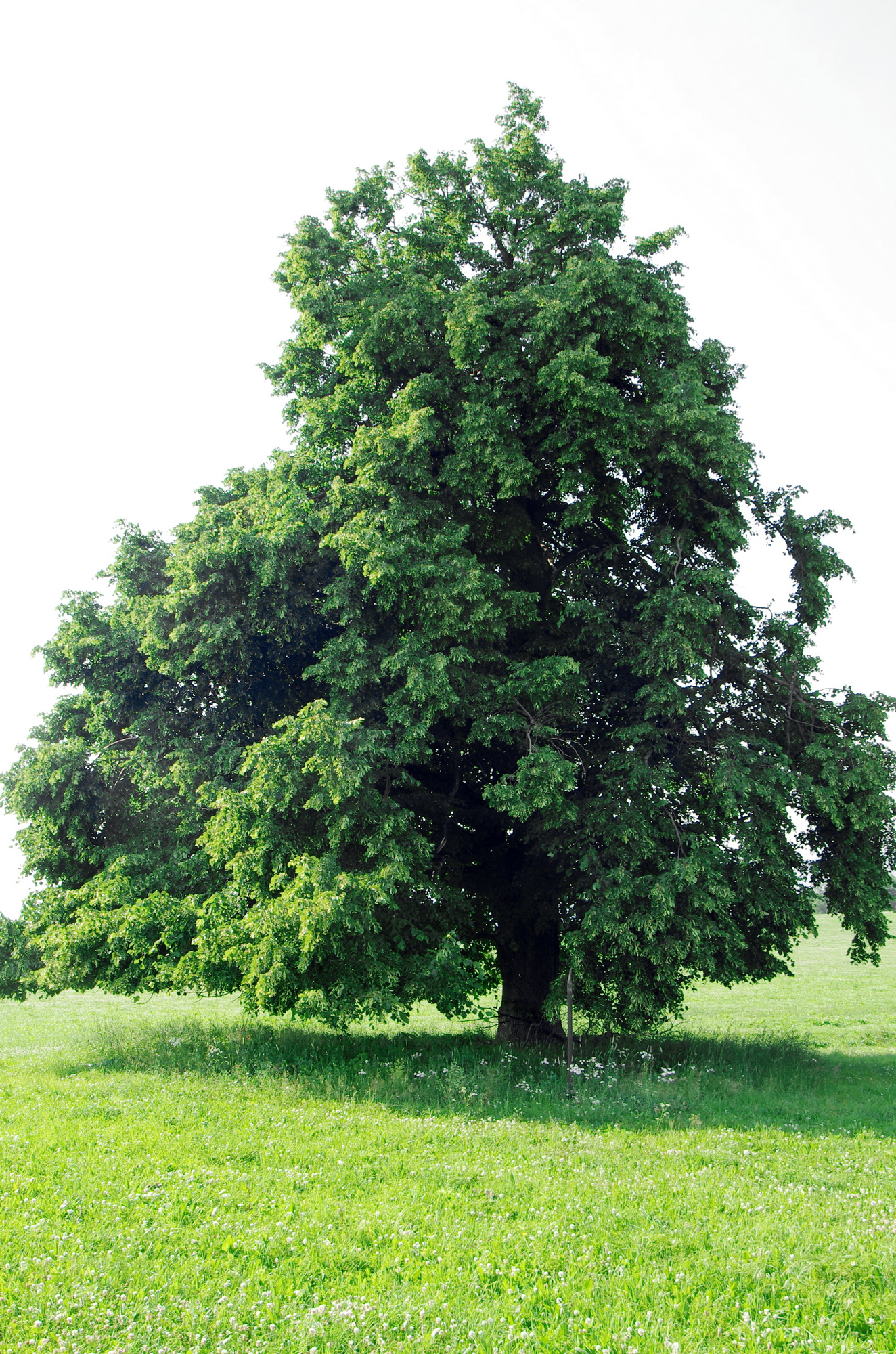
v červnu 2015
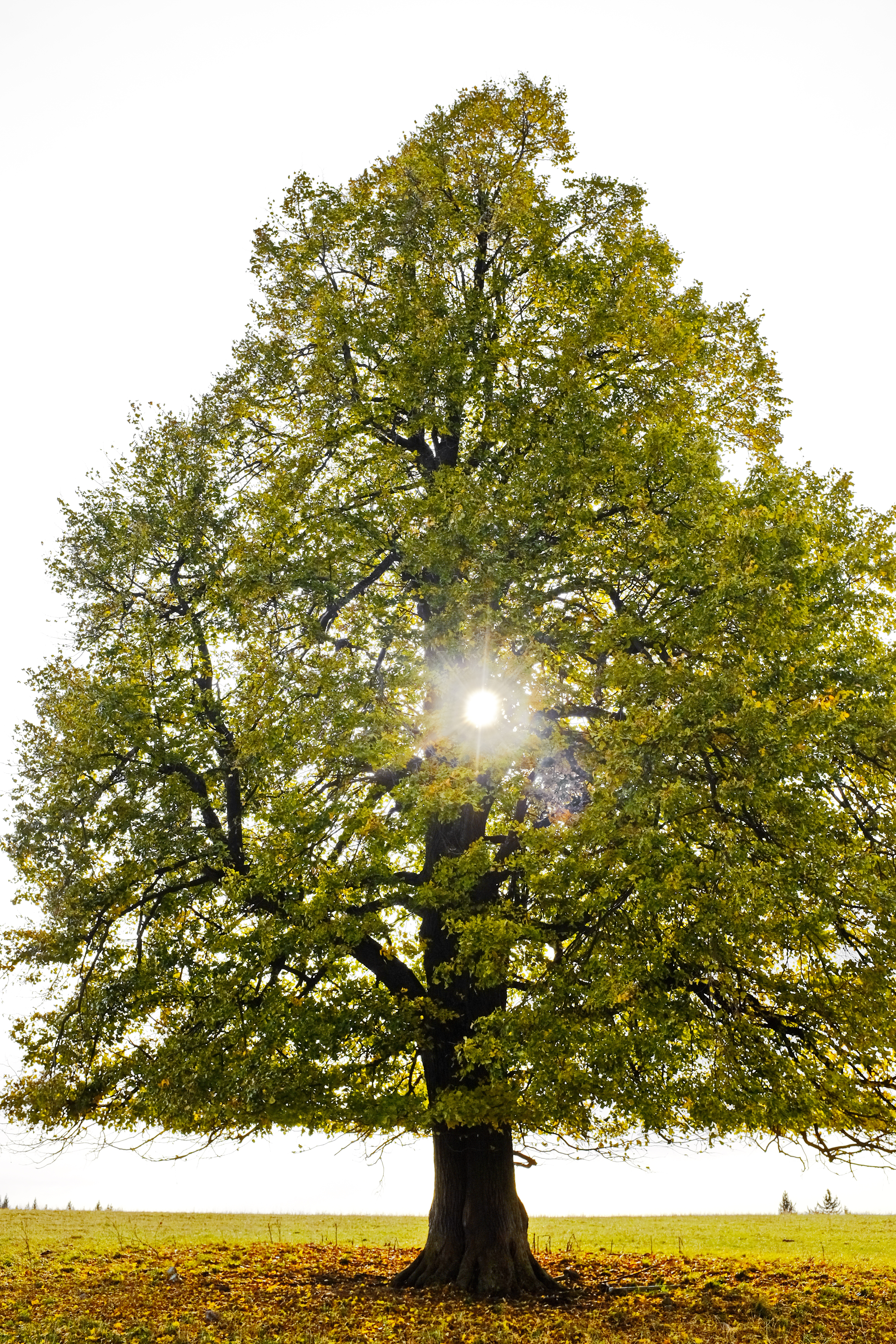
v říjnu 2020
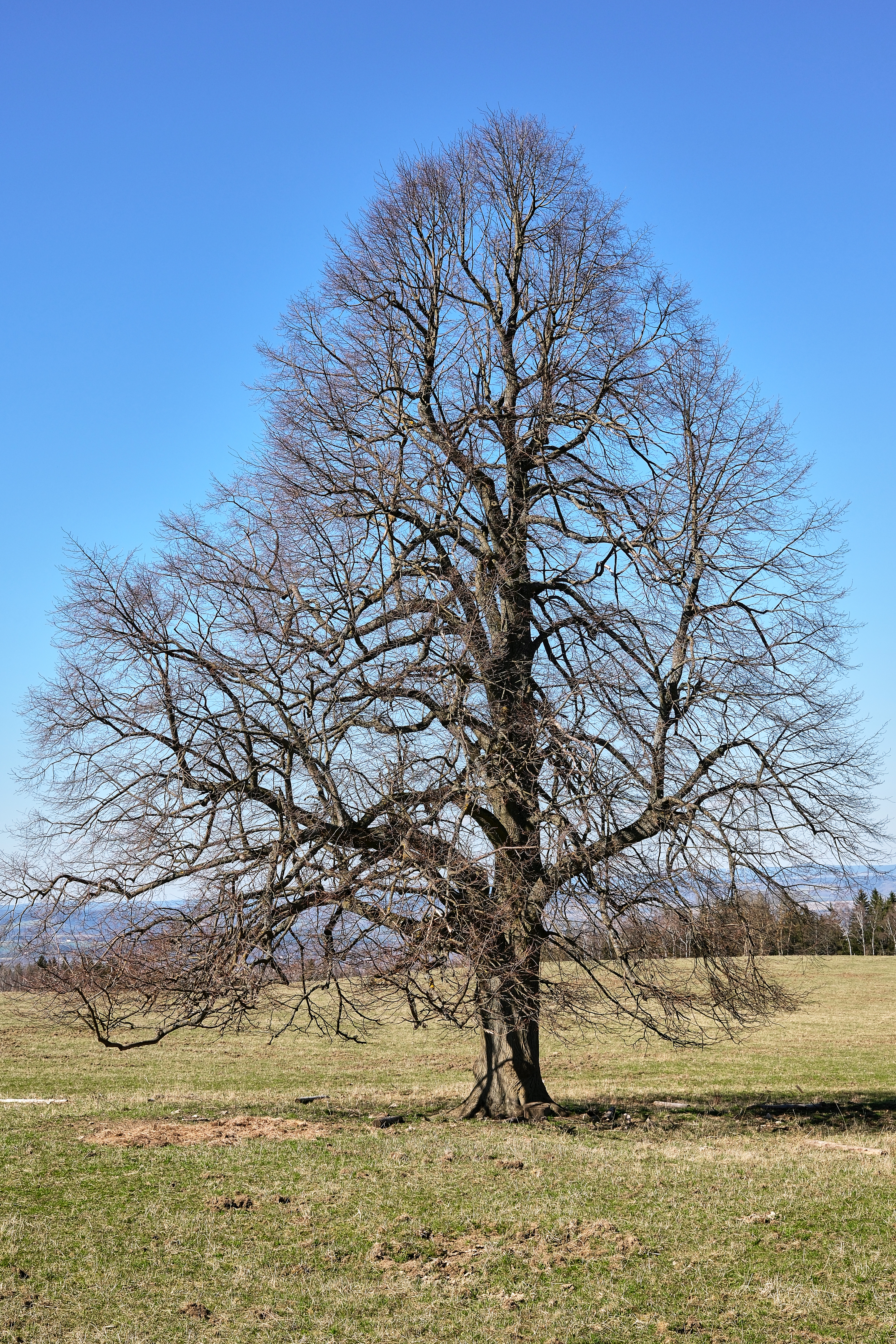
začátek dubna 2025
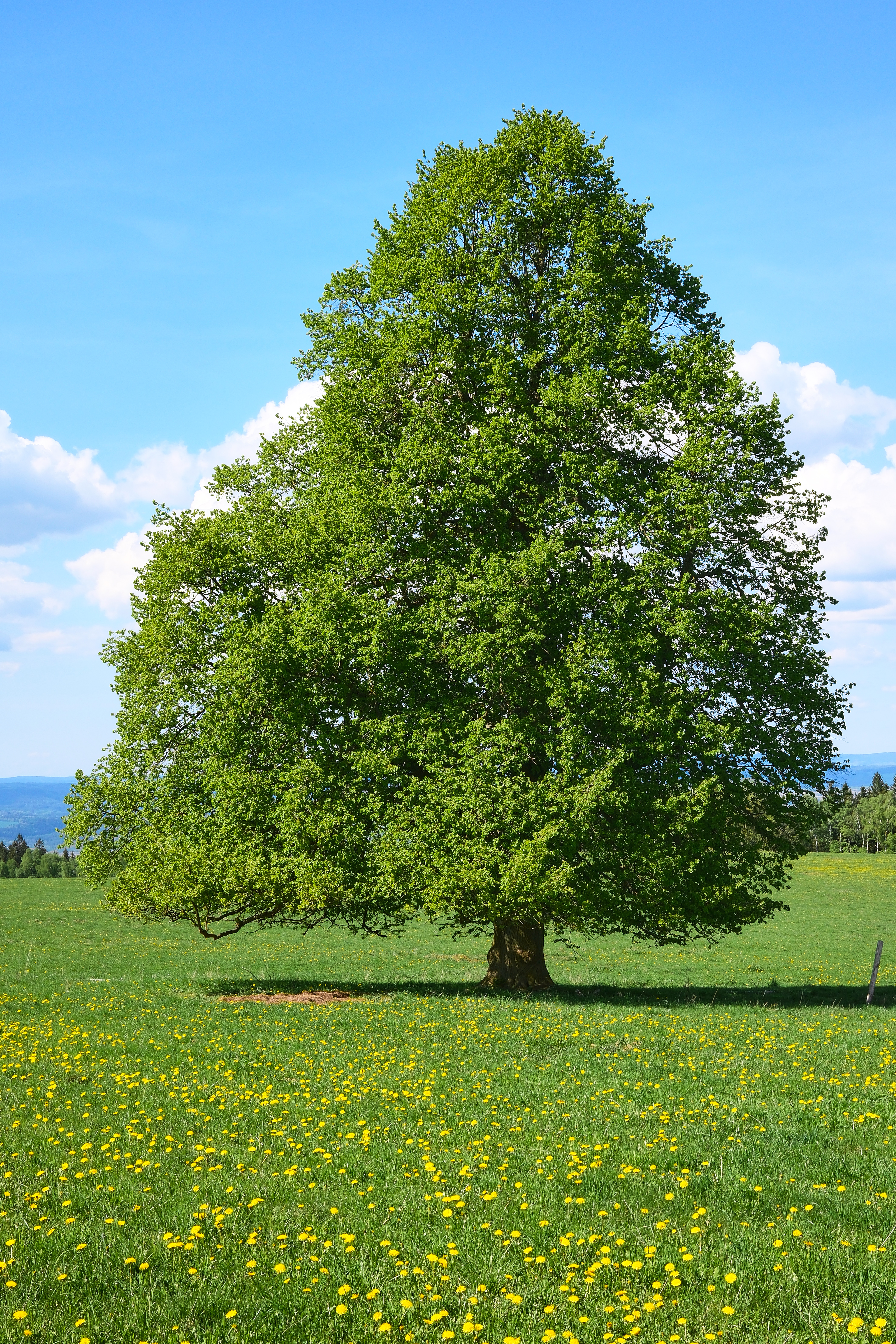
konec dubna 2025